# Peter Varenius
Samuel Robert Peter Varenius, född 26 april 1902 i Göteborg, död 16 december 1959 i Stockholm, var en svensk läkare.
Peter Varenius var son till komministern Ludvig Samuel Varenius och Magdalena Elvira von Holten. Efter studentexamen i Göteborg 1920 studerade han vid Lunds universitet och blev 1926 medicine kandidat och 1933 medicine licentiat där. Efter utbildningsförordnanden, bland annat vid Sahlgrenska sjukhusets bakteriologiska avdelning 1926–1927 och 1935–1936, blev han assistent vid Stockholms sjukhusdirektions bakteriologiska centrallaboratorium 1936 och förordnades 1949 till överläkare vid Södersjukhusets i Stockholm bakteriologiska laboratorium. Varenius ägnade livligt intresse åt fredssträvandena och deltog bland annat i Världsfredsrörelsens internationella kongresser. Han var ordförande i Svenska fredskommittén från dess bildande 1951.